# Sera Finale
Sera Finale (* 4. März 1976 in West-Berlin als Simon Müller-Lerch) ist ein deutscher Hip-Hop-Musiker und Songwriter aus Berlin. Bekannt ist er auch unter seinem zweiten Pseudonym Dikka und als eine Hälfte des Duos Keule.

## Biografie
Sera Finale besuchte eine Waldorfschule, auf welcher er Abitur machte. Anschließend arbeitete er drei Jahre als Krankenpfleger. 1990 begann er sich für Hip-Hop zu interessieren und fünf Jahre später eigene Texte zu schreiben. Zu Sera Finales ersten Einflüssen zählten Hip-Hop-Künstler wie Public Enemy, Wu-Tang Clan, Souls of Mischief und Tim Dog. Im Folgenden gründete der Rapper zusammen mit seinem Bruder De'Lix die Hip-Hop-Gruppe D.N.A., welche 1998 um den Produzenten Dritter Ritter erweitert wurde. Als anschließend DJ Quest in die Crew aufgenommen wurde, benannten sich die Mitglieder in Mikrokosmos um. Im Jahr 2000 wurde die erste Vinyl-Single A wie Absicht / Quasimodo von Mikrokosmos veröffentlicht.
Sera Finale gründete die Pflegerlounge, eine Formation bestehend aus vierzehn Rappern, Produzenten und DJs. Nachdem der Royal Bunker in Kreuzberg schließen musste, war Sera Finale Host vom Rhymetraining, ein von Jah Fish und DJ Quest betriebener Open Mic im G-Point in Kreuzberg. 2001 wurde er von dem Rapper Guru der Rap-Crew Gang Starr eingeladen, mit ihm quer durch Deutschland auf Tour zu gehen.
2004 spielte Sera Finale eine der Hauptrollen in dem Hip-Hop-Spielfilm Status Yo! von Till Hastreiter. Die Vermarktung des Films brachte Finale unter anderem als Gast in die Show TV total. Status Yo! war bereits 2001 gedreht worden, kam jedoch erst drei Jahre später zur Berlinale.
Im Mai 2007 wurde Sera Finale zeitgleich mit dem Rapper MurdocH bei dem Independent-Label I Luv Money Records unter Vertrag genommen. Am 21. September 2007 erschien als erste Veröffentlichung bei dem Label Sera Finales zweites Soloalbum Die nächste Kugel im Lauf. Das Album wurde von Beatzarre und Djorkaeff produziert und beinhaltet Gastbeiträge der Berliner Rapper King Orgasmus One und Godsilla. Die Aufnahmen für Die nächste Kugel im Lauf begannen Ende 2006 und zogen sich hin bis Juni 2007.
Im Sommer 2010 gründete er gemeinsam mit Claus Capek, Ex-Mitglied der Pop-Band Band ohne Namen, die Zwei-Mann-Formation Keule. Die erste Veröffentlichung der Band war die EP Ich habe dich gestern Nacht auf Youporn gesehen, die aus fünf Liedern besteht. Gleichzeitig erklärte Sera Finale, dass er nicht mehr als Rapper tätig sein wird.
Weiterhin arbeitete Sera Finale 2021 zusammen mit Kevin Schroeder an der deutschen Übersetzung des von Lin-Manuel Miranda geschaffenen Musicals „Hamilton“.

## Dikka
Im Januar 2021 veröffentlichte Sera Finale unter dem Pseudonym Dikka das Album Oh Yeah!. Das durch zahlreiche Kooperationen mit bekannten Künstlern geprägte Werk enthält Hip-Hop für Kinder. Stilistisch erfolgt eine enge Anlehnung an den Westcoast-Hip-Hop. Im August 2022 folgte das zweite Album Boom Schakkalakka. Inhaltlich weisen die familienfreundlichen Texte zahlreiche versteckte Referenzen auf erfolgreiche Songs und Hip-Hop-Künstler auf. In Musikvideos und der Öffentlichkeit tritt Dikka ausnahmslos in Rhinozeros-Kostümierung auf.

## Diskografie
- 2004: Einmal um Blokk (Ostblokk)
- 2004: Status Yo! (Soundtrack)
- 2005: Serafiniert
- 2007: Die nächste Kugel im Lauf
- 2021: Oh Yeah! (als Dikka)
- 2022: Boom Schakkalakka (als Dikka)
- 2024: Die tollsten Tage mit DIKKA (als Dikka)
- 2025: BOAH ist das krass (als Dikka)

## Chartplatzierungen als Autor
| Jahr | Titel Interpretation                                           | Höchstplatzierung, Gesamtwochen, AuszeichnungChartplatzierungen (Jahr, Titel, Interpretation, Platzierungen, Wochen, Auszeichnungen, Anmerkungen) | Höchstplatzierung, Gesamtwochen, AuszeichnungChartplatzierungen (Jahr, Titel, Interpretation, Platzierungen, Wochen, Auszeichnungen, Anmerkungen) | Höchstplatzierung, Gesamtwochen, AuszeichnungChartplatzierungen (Jahr, Titel, Interpretation, Platzierungen, Wochen, Auszeichnungen, Anmerkungen) | Anmerkungen |
| Jahr | Titel Interpretation                                           | DE | AT | CH | Anmerkungen |
| ---- | -------------------------------------------------------------- | --- | --- | --- | ----------- |
| 2009 | Check mich aus Fler                                            | DE74 (3 Wo.)DE | — | — |             |
| 2009 | Schöne neue Welt Culcha Candela                                | DE12 (36 Wo.)DE | AT12 (31 Wo.)AT | CH27 (34 Wo.)CH |             |
| 2009 | Monsta Culcha Candela                                          | DE12 (63 Wo.)DE | AT12 (43 Wo.)AT | CH27 (34 Wo.)CH |             |
| 2010 | Somma im Kiez Culcha Candela                                   | DE22 (14 Wo.)DE | AT36 (13 Wo.)AT | — |             |
| 2010 | Eiskalt Culcha Candela                                         | DE20 (17 Wo.)DE | AT27 (12 Wo.)AT | — |             |
| 2010 | Move It Culcha Candela                                         | DE7 (20 Wo.)DE | AT8 (14 Wo.)AT | CH49 (3 Wo.)CH |             |
| 2011 | Helluva Nite Madcon feat. Itchy & Maad*Moiselle                | DE29 (6 Wo.)DE | — | — |             |
| 2011 | Hungry Eyes Culcha Candela                                     | DE18 (14 Wo.)DE | AT26 (2 Wo.)AT | CH44 (2 Wo.)CH |             |
| 2012 | 30° Grad MC Fitti                                              | DE99 (1 Wo.)DE | — | — |             |
| 2012 | Wildes Ding Culcha Candela                                     | DE11 (19 Wo.)DE | AT17 (16 Wo.)AT | CH54 (4 Wo.)CH |             |
| 2013 | Ja genau Keule                                                 | DE55 (1 Wo.)DE | — | — |             |
| 2014 | Isso Mateo                                                     | DE12 (11 Wo.)DE | AT34 (4 Wo.)AT | — |             |
| 2014 | Unperfekt Mateo                                                | DE71 (4 Wo.)DE | — | — |             |
| 2014 | Auf die Plätze, fertig, ins Glück! Beatrice Egli               | DE75 (1 Wo.)DE | AT65 (1 Wo.)AT | CH61 (2 Wo.)CH |             |
| 2015 | Für Ewig Sido                                                  | DE97 (1 Wo.)DE | — | — |             |
| 2015 | Vom Frust der Reichen Sido                                     | DE91 (1 Wo.)DE | — | — |             |
| 2015 | Zu wahr Sido                                                   | DE92 (1 Wo.)DE | — | — |             |
| 2015 | Gürtel am Arm Sido                                             | DE72 (1 Wo.)DE | — | — |             |
| 2015 | Ackan Sido feat. Dillon Cooper                                 | DE40 (3 Wo.)DE | AT38 (1 Wo.)AT | CH44 (1 Wo.)CH |             |
| 2015 | Astronaut Sido feat. Andreas Bourani                           | DE1 (43 Wo.)DE | AT1 (34 Wo.)AT | CH1 (37 Wo.)CH |             |
| 2015 | Löwenzahn Sido feat. Olexesh                                   | DE67 (2 Wo.)DE | AT66 (1 Wo.)AT | CH60 (1 Wo.)CH |             |
| 2016 | Zuhause ist die Welt noch in Ordnung Sido feat. Adel Tawil     | DE80 (1 Wo.)DE | — | CH47 (3 Wo.)CH |             |
| 2017 | So schön kaputt SDP                                            | DE40 (14 Wo.)DE | — | — |             |
| 2017 | Nur ein Herzschlag entfernt Wincent Weiss                      | DE80 (1 Wo.)DE | — | — |             |
| 2017 | Letzte Liebe Prinz Pi                                          | DE43 (10 Wo.)DE | — | — |             |
| 2018 | Willkommen in der Vorstadt Marteria & Casper                   | DE73 (1 Wo.)DE | — | — |             |
| 2018 | Wir ziehen in den Frieden (MTV Unplugged 2) Udo Lindenberg     | DE77 (1 Wo.)DE | — | — |             |
| 2018 | Je ne parle pas français (Beatgees Remix) Namika feat. Black M | DE1 (36 Wo.)DE | AT16 (24 Wo.)AT | CH7 (30 Wo.)CH |             |
| 2019 | Fliegst Du mit Shirin David                                    | DE8 (5 Wo.)DE | AT9 (3 Wo.)AT | CH15 (3 Wo.)CH |             |
| 2019 | Melatonin Sido feat. Yonii & Beka                              | DE19 (5 Wo.)DE | AT22 (2 Wo.)AT | CH25 (2 Wo.)CH |             |
| 2019 | Leben vor dem Tod Sido feat. Monchi                            | DE22 (14 Wo.)DE | AT34 (2 Wo.)AT | CH12 (17 Wo.)CH |             |
| 2019 | Pyramiden Sido feat. Johannes Oerding                          | DE38 (10 Wo.)DE | AT50 (2 Wo.)AT | CH47 (2 Wo.)CH |             |
| 2019 | Meine 3 Minuten Freschta Akbarzada feat. Sido                  | DE33 (4 Wo.)DE | AT51 (2 Wo.)AT | CH4 (10 Wo.)CH |             |
| 2019 | Brillis Shirin David                                           | DE4 (8 Wo.)DE | AT14 (4 Wo.)AT | CH15 (2 Wo.)CH |             |
| 2020 | Der Himmel reißt auf Joel Brandenstein & Vanessa Mai           | DE89 (1 Wo.)DE | — | — |             |
| 2020 | Best of Us WIER                                                | DE78 (8 Wo.)DE | — | — |             |
| 2020 | 7 Stunden Lea & Capital Bra                                    | DE10 (17 Wo.)DE | AT14 (8 Wo.)AT | CH27 (5 Wo.)CH |             |
| 2021 | Erlkönig Kool Savas                                            | DE51 (1 Wo.)DE | — | — |             |
| 2021 | Blessed Cro feat. Capital Bra                                  | DE2 (13 Wo.)DE | AT2 (11 Wo.)AT | CH8 (6 Wo.)CH |             |
| 2021 | Dein Song Cro                                                  | DE15 (4 Wo.)DE | AT19 (3 Wo.)AT | CH37 (1 Wo.)CH |             |
| 2021 | Ein Jahr Capital Bra x Montez                                  | DE4 (8 Wo.)DE | AT12 (2 Wo.)AT | CH17 (3 Wo.)CH |             |